# Lasiocercis madagascariensis
Lasiocercis madagascariensis là một loài bọ cánh cứng trong họ Cerambycidae.